# The Invisible Man (Queen)
The Invisible Man is een nummer van de Britse rockband Queen, afkomstig van het album The Miracle uit 1989 en geschreven door Roger Taylor. Hij heeft verklaard dat de inspiratie voor het nummer kwam tijdens het lezen van een boek en dat de baslijn ineens in zijn hoofd zat. In augustus van dat jaar werd het nummer op single uitgebracht.
Tijdens het nummer worden de namen van de bandleden genoemd, Freddie Mercury wordt aangekondigd vlak voor het eerste couplet, John Deacon vlak voor het tweede couplet. Brian May (zelfs 2 keer genoemd) tijdens zijn gitaarsolo en Roger Taylor (met een rollende 'R' om het op tromgeroffel te laten lijken) op het einde van het nummer.
Het nummer is uptempo, met funkinvloeden. De videoclip is vormgegeven als een computerspel. Een klein jongetje speelt een computerspel waarin de bandleden de rol van slechterik spelen. Zij stappen uit het spel de echte wereld in, waar de jongen hen probeert neer te schieten met zijn joystick. In Nederland werd de videoclip op televisie uitgezonden in de popprogramma's TROS Popformule met Peter Teekamp en Countdown van Veronica.
De plaat werd een hit in Europa en bereikte in thuisland het Verenigd Koninkrijk de 12e positie in de UK Singles Chart.
In Nederland was de single op donderdag 7 september 1989 TROS Paradeplaat op Radio 3 en werd een grote hit. De plaat bereikte de 6e positie in de Nationale Hitparade Top 100 en de 4e positie in de Nederlandse Top 40.
In België bereikte de plaat de 13e positie in de Vlaamse Ultratop 50 en de 19e positie in de Vlaamse Radio 2 Top 30. 
Scatman John heeft in september 1996 een cover van dit nummer gemaakt, waarbij verschillende teksten en instrumentale stukken zijn vervangen door scat. Deze versie behaalde in Nederland géén notering in zowel de Nederlandse Top 40 op Radio 538 als de Mega Top 50 op destijds Radio 3FM.
Ook in België behaalde deze versie géén notering in beide Vlaamse hitlijsten.

## Hitnoteringen

### Nationale Hitparade Top 100
| The Invisible Man in de Nationale Hitparade Top 100 - binnen: 09-09-1989 | The Invisible Man in de Nationale Hitparade Top 100 - binnen: 09-09-1989 | The Invisible Man in de Nationale Hitparade Top 100 - binnen: 09-09-1989 | The Invisible Man in de Nationale Hitparade Top 100 - binnen: 09-09-1989 | The Invisible Man in de Nationale Hitparade Top 100 - binnen: 09-09-1989 | The Invisible Man in de Nationale Hitparade Top 100 - binnen: 09-09-1989 | The Invisible Man in de Nationale Hitparade Top 100 - binnen: 09-09-1989 | The Invisible Man in de Nationale Hitparade Top 100 - binnen: 09-09-1989 | The Invisible Man in de Nationale Hitparade Top 100 - binnen: 09-09-1989 | The Invisible Man in de Nationale Hitparade Top 100 - binnen: 09-09-1989 | The Invisible Man in de Nationale Hitparade Top 100 - binnen: 09-09-1989 | The Invisible Man in de Nationale Hitparade Top 100 - binnen: 09-09-1989 | The Invisible Man in de Nationale Hitparade Top 100 - binnen: 09-09-1989 |
| Week                                                                     | 1                                                                        | 2                                                                        | 3                                                                        | 4                                                                        | 5                                                                        | 6                                                                        | 7                                                                        | 8                                                                        | 9                                                                        | 10                                                                       | 11                                                                       | 12                                                                       |
| ------------------------------------------------------------------------ | ------------------------------------------------------------------------ | ------------------------------------------------------------------------ | ------------------------------------------------------------------------ | ------------------------------------------------------------------------ | ------------------------------------------------------------------------ | ------------------------------------------------------------------------ | ------------------------------------------------------------------------ | ------------------------------------------------------------------------ | ------------------------------------------------------------------------ | ------------------------------------------------------------------------ | ------------------------------------------------------------------------ | ------------------------------------------------------------------------ |
| Nummer                                                                   | 58                                                                       | 29                                                                       | 20                                                                       | 12                                                                       | 6                                                                        | 6                                                                        | 12                                                                       | 18                                                                       | 26                                                                       | 50                                                                       | 69                                                                       | uit                                                                      |

### Nederlandse Top 40
Hitnotering: 9 weken vanaf 10-09-1989. Hoogste notering: #4. 

### NPO Radio 2 Top 2000
| Nummer met noteringen in de NPO Radio 2 Top 2000 | '18  | '19  |
| ------------------------------------------------ | ---- | ---- |
| The Invisible Man                                | 1897 | 1787 |

1. ↑  Een vetgedrukt getal geeft de hoogste notering aan.
2. ↑  2018 was het eerste jaar met een notering voor dit nummer.
3. ↑  Deze tabel is bijgewerkt tot en met de laatste editie (2024).